# Labán (nombre)
Labán es un nombre propio masculino de origen hebreo en su variante en español.

## Etimología

### Según la Biblia.
Labán es, según la Biblia, un patriarca hebreo de la familia de Abraham. Vivía en Padan Aram, en Mesopotamia.
Labán es hermano de Rebeca y tío de Jacob, de quien más tarde es también suegro al casarse este con sus dos hijas, Lea y Raquel, sucesivamente. En el Génesis se le asocia con la idolatría. Fue hijo de Betuel y nieto de Nahor, hermano de Abrahám. Vivía en casa de su padre cuando un día recibió la visita de un siervo de Abrahám que le dice que su amo le había mandado allí para buscar una esposa para su hijo, ya que la familia de Abrahám había emigrado a Canaán y no le querían casar con una cananea.

Al sirviente le proponen que se quede 10 días con ellos, a lo cual el responde: 
"Entonces respondieron su hermano y su madre: Espere la doncella con nosotros a lo menos diez días, y después irá. Y él les dijo: No me detengáis, ya que Jehová ha prosperado mi camino; despachadme para que me vaya a mi señor. Ellos respondieron entonces: Llamemos a la doncella y preguntémosle. Y llamaron a Rebeca, y le dijeron: ¿Irás tú con este varón? Y ella respondió: Sí, iré." (Génesis 24:55-58). 
Así fue como Rebeca y una esclava partieron hacia la casa de Abraham, en Canaán, donde se convirtió en esposa de Isaac.
Del matrimonio de Labán nacerían varios hijos, entre los cuales se encontraban Lea y Raquel. Años después, se presentará Jacob, hijo de Isaac y Rebeca, para refugiarse de la posible venganza de su hermano Esaú por robarle la herencia de su padre.
Con el tiempo, Jacob tuvo una familia numerosa y multiplicó sus propiedades.

### Según el Libro de Mormón.
En el Libro de Mormón, Labán fue uno de los ancianos de Jerusalén que tenía bajo su cuidado las planchas de bronce durante la época de la familia de Lehi. Este registro (anales) de los judíos data desde el principio de los tiempos hasta el año 600 a. C., el cual contenía muchos escritos de los profetas (1 Ne. 5:10–16) y la genealogía de Lehi.
Lehi, ya en el desierto y mandado por Dios por medio de un sueño, envió a sus hijos de regreso a Jerusalén a buscar las planchas de bronce, los cuales una vez llegados a las afueras de la ciudad echaron suertes para ver quien iría a la casa de Labán.
[...] Y sucedió que la suerte cayó sobre Lamán, y fue y entró en la casa de Labán y habló con él mientras estaba sentado en su casa. Y le pidió a Labán los anales que estaban grabados sobre las planchas de bronce que contenían la genealogía de mi padre. Y he aquí, aconteció que Labán se llenó de ira y lo echó de su presencia; y no quiso que él tuviera los anales. Por tanto, le dijo: He aquí, tú eres un ladrón, y te voy a matar. Pero Lamán huyó de su presencia, y nos contó lo que Labán había hecho. Y empezamos a afligirnos en extremo, y mis hermanos estaban a punto de volver a mi padre en el desierto.
Los hijos de Lehi, tras la noticia de Lamán, volvieron a la tierra de su herencia, su hogar antes de partir hacia el desierto, donde tenían toda su fortuna en joyas y cosas preciosas. El plan era tomar estas cosas y presentarlas a Labán como medio de canje por las planchas. Al momento de la negociacion Labán robó todo el oro y plata a Nefi y a sus hermanos, hijos de Lehi, y trató de matarlos acusándolos de ladrones y negándose a ceder las planchas (1 Ne. 3:1–27).
En un tercer intento de obtener las planchas, Nefi se adentró de manera furtiva en la ciudad por la noche mientras sus hermanos de ocultaban fuera del muro de Jerusalén, tal como él describe "sin saber de antemano lo que tendría que hacer".
Labán, ebrio de vino y caído en el suelo, fue encontrado por Nefi, quien al ver su espada la sacó de su vaina para admirarla. En esto, una impresion del Espíritu le indicó a Nefi que debía matar a Labán para obtener los registros (1 Ne. 4:1–26) bajo la premisa:
Es mejor que muera un hombre a dejar que una nación degenere y perezca en la incredulidad.
De esta forma, Nefi tomó a Labán por los cabellos y le cortó la cabeza con su propia espada.
Se desconoce qué ocurrió con el cuerpo de Labán o si existió alguna investigación por su muerte posterior a esto.

## Equivalencias en otros idiomas
| Variantes en otras lenguas | Variantes en otras lenguas |
| -------------------------- | -------------------------- |
| Español                    | Labán                      |
| Griego                     | Λάβαν                      |
| Italiano                   | Labano                     |
| Japonés                    | ラバン                     |
| Catalán                    | Laban                      |
| Portugués                  | Labão                      |
| Ruso                       | Лаван (Laban)              |
| Hebreo                     | לבן                        |
| Inglés                     | Laban                      |

## Personajes célebres
- Antonio Labán Numán (1919) Santiago de Chile, el 14 de junio de 2006 fue reconocido dirigente deportivo.
- Rudolf von Laban (15 de diciembre de 1879, Presburgo - 1 de julio de 1958, Weybridge, Surrey) fue un maestro de danza moderna húngaro y arquitecto.